# Илиан Илиев
Илиан Димов Илиев (роден на 2 юли 1968 г. във Варна) е бивш български футболист и настоящ треньор по футбол. От края на 2018 г. е начело на Черно море.
В своята 16-годишна състезателна кариера Илиев играе като атакуващ полузащитник за Черно море, Левски София, Алтай, Бенфика, Славия София, Бурсаспор, АЕК Атина, Маритимо и Салгейруш.
Между 1991 г. и 2000 г. записва 34 мача с 3 гола за Българския национален отбор. Участва на Световното първенство през 1998 г. във Франция.

## Кариера на футболист

### Клубове
Родом от Варна, Илиан Илиев започва да тренира футбол в школата на местния Черно море на 11-годишна възраст през 1979 г. След отбиване на военната си служба дебютира за мъжкия отбор през сезон 1988/89. Официалният му дебют е на 25 март 1989 г., когато записва 90 минути при 0:0 срещу Ботев (Пловдив) във Варна. За три сезона изиграва за „моряците“ общо 74 мача в първенството, в които реализира 18 гола.
През лятото на 1991 г. Илиев преминава в Левски (София) за рекордна за времето си трансферна сума от 2 млн. лева (100 000 долара). Остава при „сините“ общо 4 сезона, с няколко месечно прекъсване през сезон 1993/94, когато е преотстъпен в турския Алтай (Измир). С Левски става три пъти шампион на България през 1992/93, 1993/94 и 1994/95. Печели също така два пъти Купата на България през 1991/92 и 1993/94. Бележи единственият гол във финала за трофея през 1994 г., когато Левски побеждава с 1:0 Пирин (Благоевград).
През лятото на 1995 г. Илиев преминава в португалския гранд Бенфика. Остава там два сезона, в които записва общо 51 мача с 4 гола - 40 мача с 4 гола в Примейра Лига, 7 мача за Купата на Португалия и 4 мача в КНК. С Бенфика печели Купата на страната през 1995/96.
В А група има 171 мача и 25 гола. За Левски е изиграл 21 мача и е вкарал 6 гола за купата и 6 мача в евротурнирите (4 за КНК и 2 за купата на УЕФА), за Славия има 1 мач за купата на УЕФА.

### Национален отбор
Илиан Илиев дебютира за Българския национален отбор на 21 август 1991 г. в приятелски мач срещу Турция в Стара Загора. До 2000 г. записва общо 34 мача с 3 гола. Участник на Световното първенство през 1998 г. във Франция, където играе във всички 3 мача на България срещу Парагвай, Нигерия и Испания.

## Треньорска кариера
Работи като треньор в родния си клуб Черно море (юни 2004 – март 2006). В интервю за Истории от прехода Илиан Илиев казва, че напуска родния си клуб заради отношение от страна на публиката. "Имаше проблеми отборът, имаше отношение и от страна на публиката и сам исках да си тръгна. Това беше и за доброто на отбора. Настроенията бяха срещу мен, това се отразяваше на отбора и като си тръгнах се успокоиха нещата. За мен също беше по-добре." На 8 юни 2006 година е назначен за треньор на Берое (Стара Загора). При странни обстоятелства през 2007 той е освободен от тогавашния собственик на отбора. През януари 2008 Берое е пред изваждане от А група поради финансови задължения, но вследствие на силна гражданска инициатива от страна на фенове и управници, отборът успява да бъде спасен. За треньор е поканен отново Илиан Илиев, който поема отбора за втори път.
През 2010 Илиев записва името си в историята на Берое (Стара Загора) след като отборът му печели Купата на България за първи път от създаването си. Същата година Илиан Илиев печели и наградата Tреньор номер 1 на България за сезон 2009-2010, която се организира от Асоциацията на българските футболисти.
Илиан Илиев и изключително уважаван и обичан от старозагорската публика. Той е един от малкото треньори в България, които се задържат начело на професионален тим за повече от 4 години в съвременната история на българския футбол. Илиев е преживявал моменти на силни възходи и падения с отбора на Берое, но заради своята отговорност и лоялност в работа си, той винаги е получавал подкрепата на общината, ръководството и най-вече многобройните фенове на отбора.
От сезон 2012/2013 Илиан Илиев поема отбора на Левски София, но на 12 април 2013 г. напуска поради незадоволителни резултати.
През 2016 г. поема тима на Локомотив (Пловдив), но след загубите на отбора срещу Пирин и Локомотив Горна Оряховица, напуска тима.
От 2017 г. до 2018 г. е треньор на  Верея (Стара Загора).
От края на 2018 г. е начело на Черно море (Варна).
На 1 ноември 2023 г. е обявен за старши треньор на България.В интервю за здравния портал Живи и здрави Илиев споделя, че функцията на национален треньор е по-скоро на селекционер. "Националният треньор е преди всичко селекционер, тъй като селектира определен брой играчи. Ако срещнеш разбиране от футболистите правиш схема на игра, която повечето играят в клубовете си. Има и трудности когато някои футболисти са свикнали на друг стил на игра, а аз искам да наложа висока преса, а в клуба си е свикнал да играе пред наказателното си поле и за 2-3 дни трудно се променят нещата."

## Статистика по сезони
- Черно море – 1988/89 – А група, 11/2
- Черно море – 1989/90 – А група, 29/3
- Черно море – 1990/91 – Б група, 35/13
- Левски (Сф) – 1991/92 – А група, 30/4
- Левски (Сф) – 1992/93 – А група, 25/4
- Алтай (Измир) – 1993/94 - Турска Суперлига, 12/2
- Левски (Сф) – 1994/пр. - А група, 7/0
- Левски (Сф) – 1994/95 – А група, 23/11
- Бенфика – 1995/96 – Португалска лига, 19/1
- Бенфика – 1996/97 – Португалска лига, 21/3
- Славия – 1997/ес. - А група, 11/1
- Бурсаспор – 1998/пр. - Турска Суперлига, 15/3
- АЕК – 1998/ес. - Етники Категория, 8/0
- Левски (Сф) – 1999/пр. - А група, 11/0
- Маритимо – 1999/00 – Португалска лига, 32/4
- Маритимо – 2000/01 – Португалска лига, 26/2
- Маритимо – 2001/02 – Португалска лига, 18/0
- Салгейрош – 2002/03 – Лига де Онра, 24/0
- Черно море – 2003/04 – А група, 18/2

## Успехи като треньор
Берое (Стара Загора)
- Купа на България – 2010
- Треньор №3 на България за 2020 година